# Spinoleioposopus baloghi
Spinoleioposopus baloghi är en skalbaggsart som först beskrevs av Stefan von Breuning 1975.  Spinoleioposopus baloghi ingår i släktet Spinoleioposopus och familjen långhorningar. Inga underarter finns listade i Catalogue of Life.